# Ian Hart
Ian Hart (født 8. oktober 1964 i Liverpool i England) er en engelsk skuespiller. Han er bedst kendt for sin rolle som Professor Quirrell i Harry Potter og De Vises Sten fra (2001). Hans andre roller inkluderer film som One Summer (1983), Backbeat (1994), Land and Freedom og Nothing Personal (1995), Michael Collins (1996), Liam (2000), Ludwig van Beethoven i Eroica (2003), My Mad Fat Diary (2013–2015), samt fader Beocca i The Last Kingdom (2015–2020) og Carl i The Responder (2022).

## Filmografi

### Film
| År   | Titel                                                      | Rolle                  | Noter                                           |
| ---- | ---------------------------------------------------------- | ---------------------- | ----------------------------------------------- |
| 1985 | No Surrender                                               | Uncertain Menace       |                                                 |
| 1988 | The Zip                                                    | Son                    | Short film                                      |
| 1991 | The Hours and Times                                        | John Lennon            |                                                 |
| 1994 | Backbeat                                                   | John Lennon            |                                                 |
| 1995 | Land and Freedom                                           | David Carr             |                                                 |
| 1995 | The Englishman Who Went Up a Hill But Came Down a Mountain | Johnny 'Shellshocked'  |                                                 |
| 1995 | Clockwork Mice                                             | Steve                  |                                                 |
| 1995 | Nothing Personal                                           | Ginger                 |                                                 |
| 1996 | Hollow Reed                                                | Tom Dixon              |                                                 |
| 1996 | Michael Collins                                            | Joe O'Reilly           |                                                 |
| 1997 | Gold in the Streets                                        | Des                    |                                                 |
| 1997 | Robinson Crusoe                                            | Daniel Defoe           |                                                 |
| 1997 | The Butcher Boy                                            | Uncle Alo              |                                                 |
| 1997 | Mojo                                                       | Mickey                 |                                                 |
| 1998 | Monument Ave.                                              | 'Mouse'                | Also known as Snitch (original title) and Noose |
| 1998 | Frogs for Snakes                                           | Quint                  |                                                 |
| 1998 | B. Monkey                                                  | Steve Davis            |                                                 |
| 1998 | Enemy of the State                                         | NSA Agent John Bingham |                                                 |
| 1999 | This Year's Love                                           | Liam                   |                                                 |
| 1999 | Wonderland                                                 | Dan                    |                                                 |
| 1999 | Spring Forward                                             | Fran                   |                                                 |
| 1999 | The End of the Affair                                      | Mr. Parkis             |                                                 |
| 1999 | Bait                                                       | Dad                    | Short film                                      |
| 2000 | The Closer You Get                                         | Kieran O'Donnell       |                                                 |
| 2000 | Best                                                       | Nobby Stiles           |                                                 |
| 2000 | Aberdeen                                                   | Clive                  |                                                 |
| 2000 | Liam                                                       | Dad                    |                                                 |
| 2000 | Born Romantic                                              | Second Cab Driver      |                                                 |
| 2000 | Bring Me Your Love                                         | Harry Weaver           | Short film                                      |
| 2001 | Strictly Sinatra                                           | Toni Cocozza           |                                                 |
| 2001 | Harry Potter and the Philosopher's Stone                   | Professor Quirrell     | Stemme og motion capture for Lord Voldemort     |
| 2002 | Killing Me Softly                                          | Senior Police Officer  |                                                 |
| 2002 | Unhinged                                                   | Eric                   | Short film                                      |
| 2003 | Den of Lions                                               | FBI Agent Rob Shepard  |                                                 |
| 2003 | Cheeky                                                     | Alan                   |                                                 |
| 2003 | Blind Flight                                               | Brian Keenan           |                                                 |
| 2004 | Every Seven Years                                          | Liam                   | Short film                                      |
| 2004 | Finding Neverland                                          | Sir Arthur Conan Doyle |                                                 |
| 2004 | Strings                                                    | Ghrak (Stemme)         | Engelsk dub                                     |
| 2005 | A Cock and Bull Story                                      | Joe                    |                                                 |
| 2005 | Rag Tale                                                   | Morph, Photographer    |                                                 |
| 2005 | Breakfast on Pluto                                         | PC Wallis              |                                                 |
| 2005 | Ripley Under Ground                                        | Bernard Sayles         |                                                 |
| 2006 | Trigger Happy                                              | The Man                | Short film                                      |
| 2007 | Intervention                                               | Harry III Jr.          |                                                 |
| 2007 | Both                                                       | Moussa                 | Short film                                      |
| 2007 | A Girl and a Gun                                           | Johnny                 | Video                                           |
| 2007 | Int. Bedsit - Day                                          | Pete                   | Short film                                      |
| 2008 | Still Waters Burn                                          | Jack Price             |                                                 |
| 2009 | Morris: A Life with Bells On                               | Endeavour              |                                                 |
| 2009 | A Boy Called Dad                                           | Joe                    |                                                 |
| 2009 | Within the Whirlwind                                       | Beylin                 | Also known as Stalin: Reign of Terror           |
| 2010 | Watching                                                   | Carrik                 | Short film                                      |
| 2011 | Harry Potter and the Deathly Hallows – Part 2              | Professor Quirrell     | Archive footage; uncredited role                |
| 2012 | Hard Boiled Sweets                                         | Joyce                  |                                                 |
| 2014 | Conversation with a Cigarette                              | (unknown)              | Short film                                      |
| 2015 | Dough                                                      | Victor Gerrard         |                                                 |
| 2015 | Urban Hymn                                                 | Ian Wilson             |                                                 |
| 2016 | Native                                                     | Telepatisk stemme      |                                                 |
| 2016 | Johnno's Dead                                              | Fortæller (stemme)     | Kortfilm                                        |
| 2016 | Dusty and Me                                               | 'Big Eddie'            |                                                 |
| 2017 | God's Own Country                                          | Martin Saxby           |                                                 |
| 2017 | uk18                                                       | Darren                 |                                                 |
| 2017 | Modern Life Is Rubbish                                     | The Curve              |                                                 |
| 2018 | Mary Queen of Scots                                        | Lord Maitland          |                                                 |
| 2019 | The Sands of Venus                                         | Daniel                 | Short film                                      |
| 2020 | The 11th Green                                             | James Forrestal        |                                                 |
| 2020 | Through the Dunes                                          | Andy                   | Short film                                      |
| 2020 | Escape from Pretoria                                       | Denis Goldberg         |                                                 |
| 2022 | Florian                                                    | Gary                   | Short film                                      |
| 2022 | Marlowe                                                    | Detective Joe Green    |                                                 |
| 2022 | Left Over                                                  | Mick                   | Short film                                      |
| 2023 | Shoshana                                                   | Robert Chambers        |                                                 |

### Tv
| År        | Titel                                             | Rolle                                       | Noter                                                        |
| --------- | ------------------------------------------------- | ------------------------------------------- | ------------------------------------------------------------ |
| 1983      | One Summer                                        | 'Rabbit'                                    | Miniseries. Credited as Ian Davies                           |
| 1984      | Travelling Man                                    | Kyffin Rees                                 | Series 1; Episode 3: "The Watcher"                           |
| 1985      | The Exercise                                      | Cadet Pritchard                             | Television film                                              |
| 1985      | The Brothers McGregor                             | Youth                                       | Series 1; Episode 1: "The Getaway Car"                       |
| 1986      | The Practice                                      | William Griffin                             | Series 2; Episodes 3, 6 & 18                                 |
| 1986      | The Monocled Mutineer                             | Medic                                       | Episode 2: "Before the Shambles"                             |
| 1987      | The Marksman                                      | Comic                                       | Miniseries; Episode 3                                        |
| 1989      | The Play on One                                   | Christie                                    | Series 2; Episode 5: "A View of Harry Clark"                 |
| 1990      | Chain                                             | Hawkins                                     | Miniseries; Episode 2: "Vicky Elliott"                       |
| 1992      | Medics                                            | John                                        | Sæson 2; Episode 6                                           |
| 1992      | EastEnders                                        | Mick                                        | 3 episoder                                                   |
| 1995      | Loved Up                                          | Tom                                         | Television film                                              |
| 2000      | Longitude                                         | William Harrison                            | Miniseries; Episodes 1 & 2                                   |
| 2002      | The Hound of the Baskervilles                     | Dr. John Watson                             | Television film                                              |
| 2002      | Dad's Dead                                        | Narrator (stemme)                           | Television short film                                        |
| 2003      | Eroica                                            | Ludwig van Beethoven                        | Television film                                              |
| 2004      | Sherlock Holmes and the Case of the Silk Stocking | Dr. John Watson                             | Television film                                              |
| 2005–2006 | The Virgin Queen                                  | William Cecil, Lord Burghley                | Miniseries; Episodes 1–4                                     |
| 2007–2008 | Dirt                                              | Don Konkey                                  | Main cast. Series 1 & 2; 20 episodes                         |
| 2009      | Dr. Hoo                                           | Dr. Hoo                                     | Television pilot                                             |
| 2009      | Moving On                                         | Jake                                        | Series 1; Episode 4: "Dress to Impress"                      |
| 2009      | Father & Son                                      | Tony Conroy                                 | Miniseries; Episodes 1–4                                     |
| 2010      | Five Daughters                                    | DCS Stewart Gull                            | Miniseries; Episodes 1–3                                     |
| 2010      | When Harvey Met Bob                               | Harvey Goldsmith                            | Television film                                              |
| 2011      | The Man Who Crossed Hitler                        | Adolf Hitler                                | Television film                                              |
| 2011–2012 | Luck                                              | Lonnie                                      | Main cast. Series 1; 9 episodes                              |
| 2013      | Playhouse Presents                                | John Lennon                                 | Series 2; Episode 2: "Snodgrass"                             |
| 2013      | Bates Motel                                       | Will Decody                                 | Series 1; Episodes 4 & 8: "Trust Me" and "A Boy and His Dog" |
| 2013      | Rogue                                             | Buddy Wilson                                | Series 1; 9 episodes                                         |
| 2013      | Agents of S.H.I.E.L.D.                            | Dr. Franklin Hall                           | Series 1; Episode 3: "The Asset"                             |
| 2013–2015 | My Mad Fat Diary                                  | Dr. Kester Gill                             | Series 1–3; 16 episodes                                      |
| 2014      | Klondike                                          | Soapy Smith                                 | Miniseries; Episodes 1–6                                     |
| 2014      | The Bridge                                        | Man in Car / David Tate / CIA Agent Buckley | Series 2; 7 episodes                                         |
| 2014      | The Driver                                        | Colin Vine / Craig Vine                     | Miniseries; Episodes 1–3                                     |
| 2014      | Boardwalk Empire                                  | Ethan Thompson                              | Series 5; 4 episodes                                         |
| 2015–2020 | The Last Kingdom                                  | Fader Beocca                                | Sæson 1–4; 28 episoder                                       |
| 2016      | Vinyl                                             | Peter Grant                                 | Episode 1: "Pilot"                                           |
| 2016      | The Secret Agent                                  | The Professor                               | Miniseries; Episodes 1–3                                     |
| 2018      | The Terror                                        | Thomas Blanky                               | Series 1; Episodes 1–10                                      |
| 2018      | Elementary                                        | Professor Baynes                            | Series 6; Episode 16: "Uncanny Valley of the Dolls"          |
| 2018      | Hang Ups                                          | Sam Travers                                 | 1 episode                                                    |
| 2019      | Urban Myths                                       | Hans Christian Andersen                     | Series 3; Episode 1: "Bleak House Guest"                     |
| 2020      | Noughts + Crosses                                 | Ryan McGregor, Callum & Jude's Father       | Series 1; Episodes 1–4                                       |
| 2020      | Tin Star                                          | Michael Ryan                                | Series 3; Episodes 1–6                                       |
| 2021      | Help                                              | Steve                                       | Television film                                              |
| 2021–2023 | The Mosquito Coast                                | William 'Bill' Lee                          | Series 1 & 2; 11 episodes                                    |
| 2022      | Harry Potter 20th Anniversary: Return to Hogwarts | Sig selv                                    | HBO Max Special                                              |
| 2022      | The Responder                                     | Carl Sweeney                                | Series 1; Episodes 1–4                                       |
| 2024      | Mr Bates vs The Post Office                       | Bob Rutherford                              | Miniserie; Episodes 2–4                                      |
| 2024      | Shetland                                          | Euan Rossi                                  | Series 9; Episodes 1–6                                       |